# ستيفي ريغا
ستيفي ريغا (بالفرنسية: Stevie Riga)‏ (15 سبتمبر 1989 في فرنسا - ) هو لاعب كرة قدم فرنسي في مركز الدفاع. لعب مع نادي أنجيه ونادي شوليه.

## وصلات خارجية
- ستيفي ريغا على موقع رابطة كرة القدم الفرنسية للمحترفين (الإنجليزية)
- ستيفي ريغا على موقع قاعدة بيانات كرة القدم.إي يو (الإنجليزية)
- ستيفي ريغا على موقع Soccerway.com (الإنجليزية)